# Believe (álbum de Justin Bieber)
Believe é o terceiro álbum de estúdio do cantor canadense Justin Bieber, lançado em 15 de junho de 2012 pela Island Records. Procurando fazer a transição dos estilos pop adolescente de sua estreia em duas partes, My World (2009) e My World 2.0 (2010), Bieber optou por criar um disco que apresentasse elementos mais proeminentes de eurohouse, dance-pop e R&B contemporâneo. Como produtores executivos, seu mentor Usher e Scooter Braun alistaram colaboradores incluindo Darkchild, Hit-Boy, Diplo e Max Martin, com o intuito de criar um projeto com sonoridade mais madura.
Após seu lançamento, Believe recebeu avaliações geralmente favoráveis dos críticos musicais, os quais apreciaram a progressão dos trabalhos anteriores de Bieber. Estreou no topo da Billboard 200, vendendo 347.000 cópias em sua primeira semana, e depois recebeu o certificado de platina da Recording Industry Association of America (RIAA). Internacionalmente, o álbum obteve sucesso similar, estreando no topo da Canadian Albums Chart, onde posteriormente conquistou o certificado de platina dupla. Adicionalmente, o álbum também estreou na primeira posição do UK Albums Chart, onde recebeu o certificado de ouro. De acordo com a International Federation of the Phonographic Industry (IFPI), Believe foi o sexto álbum mais vendido de 2012 em todo o mundo, com mais de três milhões de unidades comercializadas.
Cinco singles foram lançados de Believe, alguns dos quais tornaram-se sucessos internacionais. O carro-chefe, "Boyfriend", atingiu a segunda posição da Billboard Hot 100 e o topo da Canadian Hot 100. Os singles seguintes, "As Long as You Love Me" e "Beauty and a Beat", obtiveram desempenho moderado mundialmente, e posicionaram-se no top dez das tabelas do Canadá e Estados Unidos. "Right There" recebeu pouca divulgação, consequentemente alcançando apenas a parte inferior da Billboard Hot 100, enquanto o último single, "All Around the World", adquiriu sucesso moderado na maioria dos mercados. O projeto foi ainda divulgado através da segunda turnê mundial do cantor, Believe Tour (2012-2013). O terceiro álbum de remixes de Bieber, Believe Acoustic, foi lançado em janeiro de 2013 e incluiu versões ao vivo e acústicas de faixas de Believe.

## Antecedentes e gravações
Durante entrevista para a rádio britânica Capital FM durante o final de 2011, o cantor Justin Bieber revelou que já iria lançar o seu novo e até então terceiro álbum de estúdio em breve. Também afirmou que Drake e Kanye West iriam participar do álbum, dizendo: "Eu estou trabalhando com um monte de pessoas legais, e Kanye e Drake vão trabalhar comigo no álbum". Em 17 de dezembro de 2011, Drake confirmou que ele iria trabalhar no novo álbum de Bieber durante um concerto na cidade de Los Angeles. Dois meses depois, o empresário de Bieber, Scooter Braun, disse em seu Twitter que os dois já estavam programados para irem ao estúdio. Braun também falou sobre uma sessão no estúdio entre Bieber e Cody Simpson, que também foi mencionada em um tweet de Cody. A cantora Kesha também está compondo uma música para o álbum, mas não se sabe se ela fará um dueto com Justin.

## Singles
- Boyfriend é o primeiro single oficial lançado dia 26 de Março. Em 22 de fevereiro de 2012 Bieber anunciou em seu Twitter que o primeiro single de seu terceiro álbum de estúdio seria lançado em março de 2012.[8] Em 1 de março do mesmo ano, Justin participou do The Ellen DeGeneres Show e anunciou que o primeiro single se chamaria "Boyfriend" e seria lançado em 26 de março de 2012.[9] A canção foi produzida pelo cantor Mike Posner, composta por Bieber e co-escrita por Mason Levy, Mat Musto e Mike Posner.[10] Duas capas alternativas para o single foram divulgadas pelo cantor em seu site oficial, e os fãs foram encorajados a votar na capa que preferirem. A escolhida foi a primeira capa, que recebeu mais votos.[11]
- As Long as You Love Me foi o segundo single do álbum. Em 26 de junho, a Island Def Jam confirmou que As Long as You Love Me com participação de Big Sean seria lançado como segundo single do álbum. A canção já havia sido lançada como single promocional, como parte da contagem regressiva para o lançamento do álbum. "As Long as You Love Me" será enviada as rádios mainstream' e rhythmic contemporary a 10 de julho de 2012.[12][13]
- Beauty and a Beat é o terceiro single, lançado dia 12 de Outubro de 2012, a canção tem participação da rapper Nicki Minaj. Foi confirmada que seria a terceira canção de trabalho do álbum pelo próprio Bieber. O videoclipe da canção foi gravado em um parque água-tico, e foi lançado oficialmente dia 12 de Outubro. A canção chegou ao top Hot100 da Billboard, tornando grande sucesso de Justin. A canção também é o vídeo mais visto em um dia no YouTube, quebrando o recorde da banda One Direction com Live While We're Young.
- Right Here foi confirmada como quarto single nos Estados Unidos, a ser lançada dia 5 de Fevereiro. A canção tem participação do rapper Drake.
- All Around the World foi confirmada como single no Reino Unido, com lançamento no dia 4 de Março de 2013. Originalmente foi lançado como segundo single promocional do álbum no dia 04 de junho de 2012. Tem participação especial de vocais do rapper Ludacris.

Singles promocionais
- Die In Your Arms foi lançado como primeiro single promocional do álbum, foi produzido por Rodney Jerkins , Dennis Aganee Jenkins, Travis Sayles, foi lançado no iTunes em 29 de maio de 2012. A canção contém samples da música de Michael Jackson We ve Got a Good Thing do disco Ben e foi escrito com 10 co-autores.

## Recepção Crítica
O álbum Believe recebeu críticas positivas dos críticos de música. No Metacritic, que atribui uma normalizada classificação de 100 a opiniões de críticos mainstream, o álbum recebeu uma média de pontuação de 68, com base em 14 avaliações, o que indica "opiniões satisfatórios".
Enquanto BBC Music observou curso de Bieber "apelo tween",também analisou sua evolução gradual de seu álbum anterior. O jornal The New York Times observou a busca de maturidade de Bieber. Ele elogiou a força natural de sua voz, que não precisa como aprimoramento técnico assim como fez anteriormente. No entanto, Slant Magazine criticou a produção necessária para dados, e Auto-Tune das notas vocais de Bieber em forma.
O Entertainment Weekly elogiou a evolução de Justin como cantor, chamando o álbum tanto uma "reinvenção e uma reintrodução". A revista Rolling Stone notou a voz mais profunda e mais batidas intensas encontradas no álbum, embora satirizou um dos seus eufemismos para recém-descoberta maturidade sexual.
O New York Times observou a  dificuldade enfrentada na criação do álbum de uma tensão entre o seu amor de R&B contemporâneo e a música pop. A Entertainment Weekly elogiou a variedade de audiências para o álbum, chamando-o de "o álbum raro que tenta ser tudo para todos e em grande parte bem-sucedida".
Comentários dos vocais em músicas específicas foram misturados. The New York Times queixou-se de certas músicas, onde Bieber "parecia entediado" e não-como ele, embora outras faixas foram ditas para mostrar a ele quando ele "se apóia em seus instintos."Ele sugeriu que a voz de Bieber iria continuar a evoluir, e que em alguns anos poderia expressar plenamente "angustia". Ele disse que Bieber foi "mais credível quando menciounou ou recuar", enquanto BBC Music afirmou igualmente que "a sua confiança, na maior parte, [é] jogada para baixo".
Ocorreu um grande número de avaliações em relação a Bieber e a Justin Timberlake, mais encontradas situações muito diferentes, dizendo Bieber foi mais adequado para perseguir o seu próprio estilo ao invés de seguir os passos de Timberlake. The New York Times, no entanto, elogiou as suas referências a Michael Jackson como inspiração. BBC Music disse que, apesar da abundância de colaboradores convidados, Bieber é "muito ofuscado". Além disso, Wordxlife.com disse que: Believe, incluindo outros artistas como Big Sean, Nicki Minaj e Drake em seu álbum, Bieber está sinalizando que ele é sério sobre fazer música mais madura.

## Lista de faixas
As listas de faixas das edições padrão e deluxe do álbum foram divulgadas por Bieber em seu Twitter no dia 20 de maio de 2012.
| Believe – Edição padrão |                                                  | |                                      |         |  |
| N.º                     | Título                                           | Compositor(es) | Produtor(es)                         | Duração |  |
| 1.                      | "All Around the World" (com part. de Ludacris)   | Justin Bieber Nasri Atweh Adam Messinger Nolan Lambroza Christopher Bridges                                                                              | Messinger Nasri Lambroza Kuk Harrell | 4:03    |  |
| 2.                      | "Boyfriend"                                      | Bieber Mike Posner Mason Levy Matthew Musto | Posner MdL Harrell                   | 2:52    |  |
| 3.                      | "As Long as You Love Me" (com part. de Big Sean) | Rodney "Darkchild" Jerkins Andre Lindal Atweh Bieber Sean Anderson                                                                                       | Jerkins Lindal Harrell               | 3:49    |  |
| 4.                      | "Catching Feelings"                              | Bieber Patrick "j.Que" Smith Antonio Dixon Eric Dawkins Damon Thomas Kenneth Edmonds                                                                     | The Pentagon Smith Harrell           | 3:40    |  |
| 5.                      | "Take You"                                       | Bieber Raphaël Judrin Pierre-Antoine Melki Ross Golan James "JHart" Abrahart Alex Dezen Ben Maddahi                                                      | SoFly & Nius Harrell                 | 3:24    |  |
| 6.                      | "Right Here" (com part. de Drake)                | Bieber Aubrey Graham Chauncey Hollis Eric Bellinger | Hit-Boy Harrell                      | 3:54    |  |
| 7.                      | "Fall"                                           | Bieber Levy Jacob Luttrell | MdL Luttrell Harrell                 | 4:08    |  |
| 8.                      | "Die in Your Arms"                               | Jerkins Dennis "Aganee" Jenkins Travis Sayles Thomas Lumpkins Kelly Lumpkins Bieber Berry Gordy Alphonso Mizell Freddie Perren Deke Richards Herb Rooney | Jerkins Jenkins Sayles Harrell       | 3:57    |  |
| 9.                      | "Thought of You"                                 | Bieber Ariel Rechtshaid Thomas Pentz Bellinger | Rechtshaid Diplo Harrell             | 3:50    |  |
| 10.                     | "Beauty and a Beat" (com part. de Nicki Minaj)   | Max Martin Anton Zaslavski Savan Kotecha Onika Maraj | Martin Zedd Harrell                  | 3:48    |  |
| 11.                     | "One Love"                                       | Bieber Brandon Green | Bei Maejor Harrell                   | 3:54    |  |
| 12.                     | "Be Alright"                                     | Bieber Dan Kanter | Bieber Kanter Harrell                | 3:06    |  |
| 13.                     | "Believe"                                        | Bieber Atweh Messinger Lambroza Jonny Griffen Danny Wilson Darren Black Graeme Hogg                                                                      | Messinger Nasri Harrell              | 3:42    |  |

| Believe – Edição da iTunes Store (faixa bônus) |                       |                |                    |         |  |
| N.º                                            | Título                | Compositor(es) | Produtor(es)       | Duração |  |
| 14.                                            | "Love Me Like You Do" | Bieber Green   | Bei Maejor Harrell | 4:39    |  |

| Believe – Edição da Amazon MP3 (faixa bônus) |            |                |              |         |  |
| N.º                                          | Título     | Compositor(es) | Produtor(es) | Duração |  |
| 14.                                          | "Hey Girl" | Bieber         | Soundz       | 1:38    |  |

| Believe – Edição deluxe (faixas bônus) |                             |                                                      |                             |         |  |
| N.º                                    | Título                      | Compositor(es)                                       | Produtor(es)                | Duração |  |
| 14.                                    | "Out of Town Girl"          | Bieber Kenneth Coby Graham Edwards Liam Joseph Horne | Soundz Harrell              | 3:33    |  |
| 15.                                    | "She Don't Like the Lights" | Jerkins Lindal Tiyon Mack Bieber                     | Jerkins Lindal Harrell      | 3:59    |  |
| 16.                                    | "Maria"                     | Jerkins August Rigo Bieber Scooter Braun             | [{hlist\|Jerkins\|Harrell}} | 4:08    |  |

| Believe – Edição deluxe do Spotify (faixa bônus) |                                        |                                                 |              |         |  |
| N.º                                              | Título                                 | Compositor(es)                                  | Produtor(es) | Duração |  |
| 17.                                              | "Fairytale" (com part. de Jaden Smith) | Bieber Smith Bernard Harvey Anthony L. Saunders | Harv & S     | 3:12    |  |

| Believe – Edição deluxe japonesa (faixa bônus) |                  |                              |              |         |  |
| N.º                                            | Título           | Compositor(es)               | Produtor(es) | Duração |  |
| 17.                                            | "Just Like Them" | Bieber Atweh Harvey Saunders | Harv & S     | 2:52    |  |

| Believe – Edição deluxe da iTunes Store japonesa (faixa bônus) |                       |                |                    |         |  |
| N.º                                                            | Título                | Compositor(es) | Produtor(es)       | Duração |  |
| 18.                                                            | "Love Me Like You Do" | Bieber Green   | Bei Maejor Harrell | 4:39    |  |

## Paradas musicais
Believe estreou na primeira posição da tabela Billboard 200 dos Estados Unidos com 374 mil cópias vendidas, sendo o álbum com a maior estreia de 2012 superando MDNA de Madonna que também teve um bom desempenho comercial e era o álbum mais vendido até então, Believe se tornou o quarto álbum de Bieber a alcançar esta posição. No final de julho de 2012, tinha vendido 649 mil cópias no país. O álbum vendeu 57 mil cópias em sua primeira semana no Canadá, estreando a primeira posição do gráfico Canadian Albums Chart. Ele também estreou no britânico UK Albums Chart na primeira posição, denotando 38,115 cópias e tornando Bieber o artista solo mais jovem do sexo masculino a lidera pela segunda vez o gráfico. No Japão, alcançou o posto de número sete da Oricon Weekly Albums Chart por ter vendido 13 mil edições. Na classificação irlandesa divulgada pela Irish Recorded Music Association e na da associação italiana Federazione Industria Musicale Italiana, situou-se na primeira posição enquanto nas das regiões belgas Valônia e Flandres permaneceu na segunda posição da Ultratop.
O álbum esteve na primeira ocupação da Australian Albums Chart, que edita os trabalhos mais vendidos na Austrália. Obteve devidamente os 4°, 3° e 6° espaços dos periódicos da versão IFPI Česká Republika, da empresa alemã Media Control Charts e da neerlandesa MegaCharts. No Brasil, o disco foi certificado de platina em três dias após o lançamento pela Associação Brasileira dos Produtores de Discos. Nas compilação sueca Schweizer Hitparade, dinamarquesa Hitlisten e neozelandesa RIANZ, atingiu a 1ª posição, além das 2ª posição na escocesa ChartsPlus e na Associação Fonográfica Portuguesa. Na tabela da Espanha publicada pela PROMUSICAE atingiu a primeira posição e foi certificado de ouro por 20 mil cópias vendidas.
| País/parada (2012)                  | Melhor posição |
| ----------------------------------- | -------------- |
| Austrália - ARIA Charts             | 1              |
| Alemanha - Media Control Charts     | 3              |
| Áustria - Ö3 Austria Top 40         | 1              |
| Bélgica - Ultratop 50 (Flanders)    | 2              |
| Bélgica - Ultratop 50 (Valônia)     | 2              |
| Brasil - CD - TOP 20 Semanal ABPD   | 2              |
| Canadá - Canadian Albums Chart      | 1              |
| Croácia - Croatian Albums Chart     | 1              |
| Dinamarca - Hitlisten               | 1              |
| Escócia - Scottish Albums Chart     | 3              |
| Espanha - PROMUSICAE                | 1              |
| Estados Unidos - Billboard 200      | 1              |
| Estados Unidos - Digital Albums     | 1              |
| Finlândia - Suomen Virallinen Lista | 3              |
| França - French Albums Chart        | 3              |
| Grécia - IFPI Greece                | 4              |
| Hungria - MAHASZ                    | 18             |
| Irlanda - Irish Albums Chart        | 1              |
| Itália - FIMI                       | 1              |
| Japão - Japanese Albums Charts      | 7              |
| México - AMPROFON                   | 1              |
| Mundo - World Albums Top 40         | 1              |
| Noruega - VG-lista                  | 1              |
| Nova Zelândia - RIANZ               | 1              |
| Países Baixos - Dutch Albums Chart  | 2              |
| Polónia - Polish Music Charts       | 4              |
| Portugal - Portuguese Albums Chart  | 2              |
| Reino Unido - UK Albums Chart       | 1              |
| Chéquia - Czech Albums Chart        | 6              |
| Suécia - Sverigetopplistan          | 1              |
| Suíça - Swiss Albums Chart          | 3              |

| País           | Associação               | Certificação | Vendas     |
| -------------- | ------------------------ | ------------ | ---------- |
| Austrália      | ARIA                     | Platina      | 70.000+    |
| Brasil         | ABPD                     | 3× Platina   | 120.000+   |
| Canadá         | Music Canada             | 2× Platina   | 160.000+   |
| Dinamarca      | IFPI                     | 2× Platina   | 60.000+    |
| Espanha        | PROMUSICAE               | Ouro         | 30.000+    |
| Estados Unidos | RIAA                     | Platina      | 1.400.000+ |
| Irlanda        | IRMA                     | Ouro         | 15.000+    |
| México         | AMPROFON                 | Platina      | 40.000+    |
| Nova Zelândia  | RIANZ                    | 2× Platina   | 40.000+    |
| Reino Unido    | BPI                      | Ouro         | 100.000+   |
| Suécia         | IFPI Svenska             | 2× Platina   | 80.000+    |
| Turquia        | IFPI Türkiye Milli Grubu | Diamante     | 150.000+   |

### Paradas musicais de final de ano
| País/Parada (2012)                 | Posição |
| ---------------------------------- | ------- |
| Austrália - ARIA Charts            | 29      |
| Bélgica - Ultratop 50 (Flanders)   | 2       |
| Bélgica - Ultratop 50 (Valônia)    | 2       |
| Canadá - Canadian Albums Chart     | 9       |
| Espanha - Promusicae               | 31      |
| Estados Unidos - Billboard 200     | 41      |
| Estados Unidos - Digital Albums    | 19      |
| Japão - Japanese Albums Charts     | 31      |
| México - Amprofon                  | 14      |
| Mundo - World Albums               | 1       |
| Países Baixos - Dutch Albums Chart | 62      |
| Suécia - Sverigetopplistan         | 22      |
| Suíça - Swiss Albums Chart         | 96      |

 
|}

## Histórico de lançamento
| País           | Data                | Formato              | Gravadora       | Edição           |
| -------------- | ------------------- | -------------------- | --------------- | ---------------- |
| Noruega        | 12 de junho de 2012 | CD, download digital | Universal Music | Standard, deluxe |
| Austrália      | 15 de junho de 2012 | CD, download digital | Universal Music | Standard, deluxe |
| Alemanha       | 15 de junho de 2012 | CD, download digital | Island Records  | Standard, deluxe |
| Irlanda        | 15 de junho de 2012 | CD, download digital | Island Records  | Standard, deluxe |
| Argentina      | 17 de junho de 2012 | CD, download digital | Island Records  | Standard, deluxe |
| Reino Unido    | 18 de junho de 2012 | CD, download digital | Mercury Records | Standard, deluxe |
| Estados Unidos | 19 de junho de 2012 | CD, download digital | Island Def Jam  | Standard, deluxe |
| Canadá         | 19 de junho de 2012 | CD, download digital | Universal Music | Standard, deluxe |
| Brasil         | 19 de junho de 2012 | CD, download digital | Universal Music | Standard, deluxe |
| Japão          | 20 de junho de 2012 | CD, download digital | Universal Music | Standard, deluxe |